# Grammatophyllum multiflorum
Grammatophyllum multiflorum là một loài phong lan.

## Hình ảnh

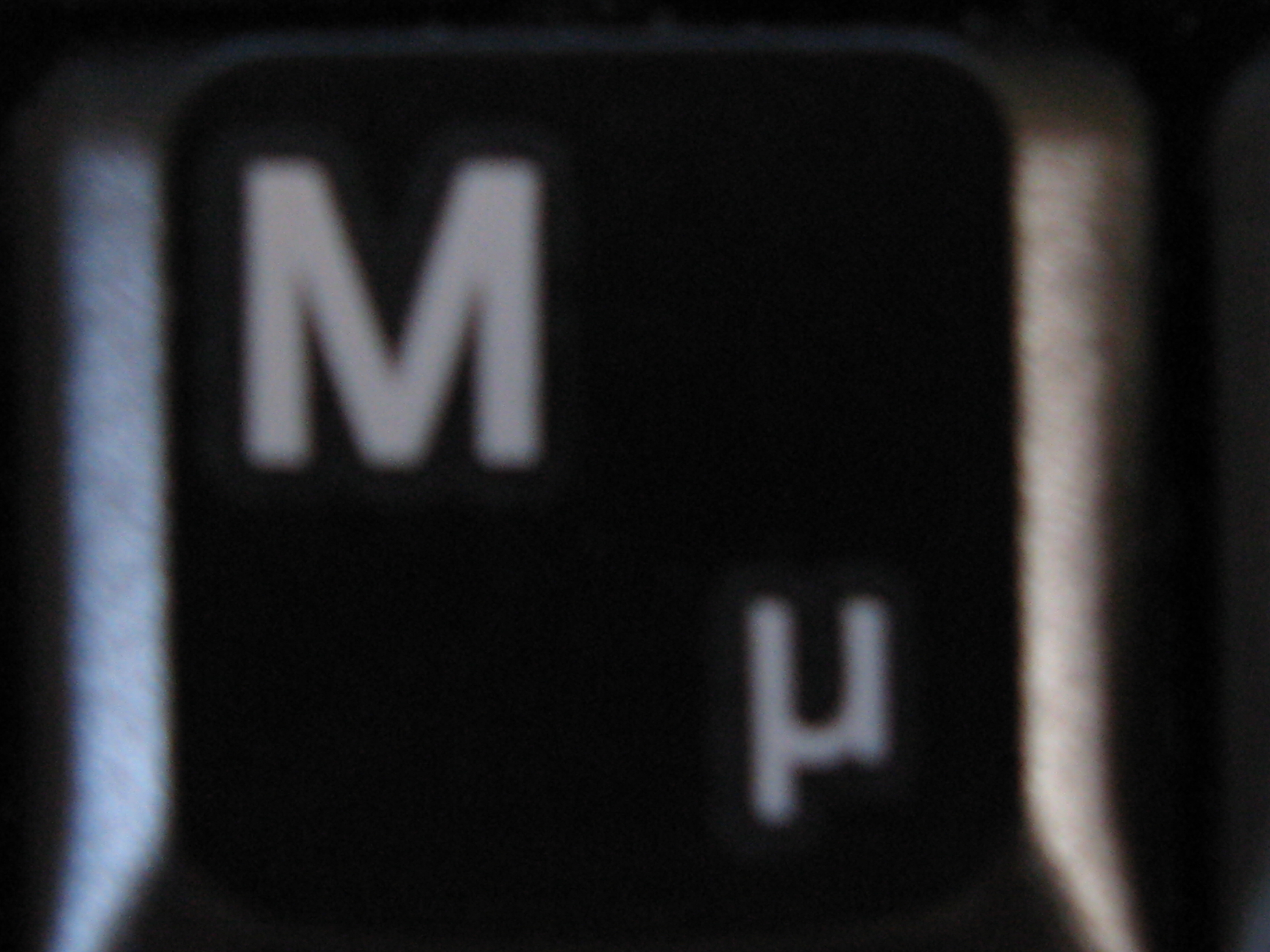
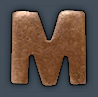
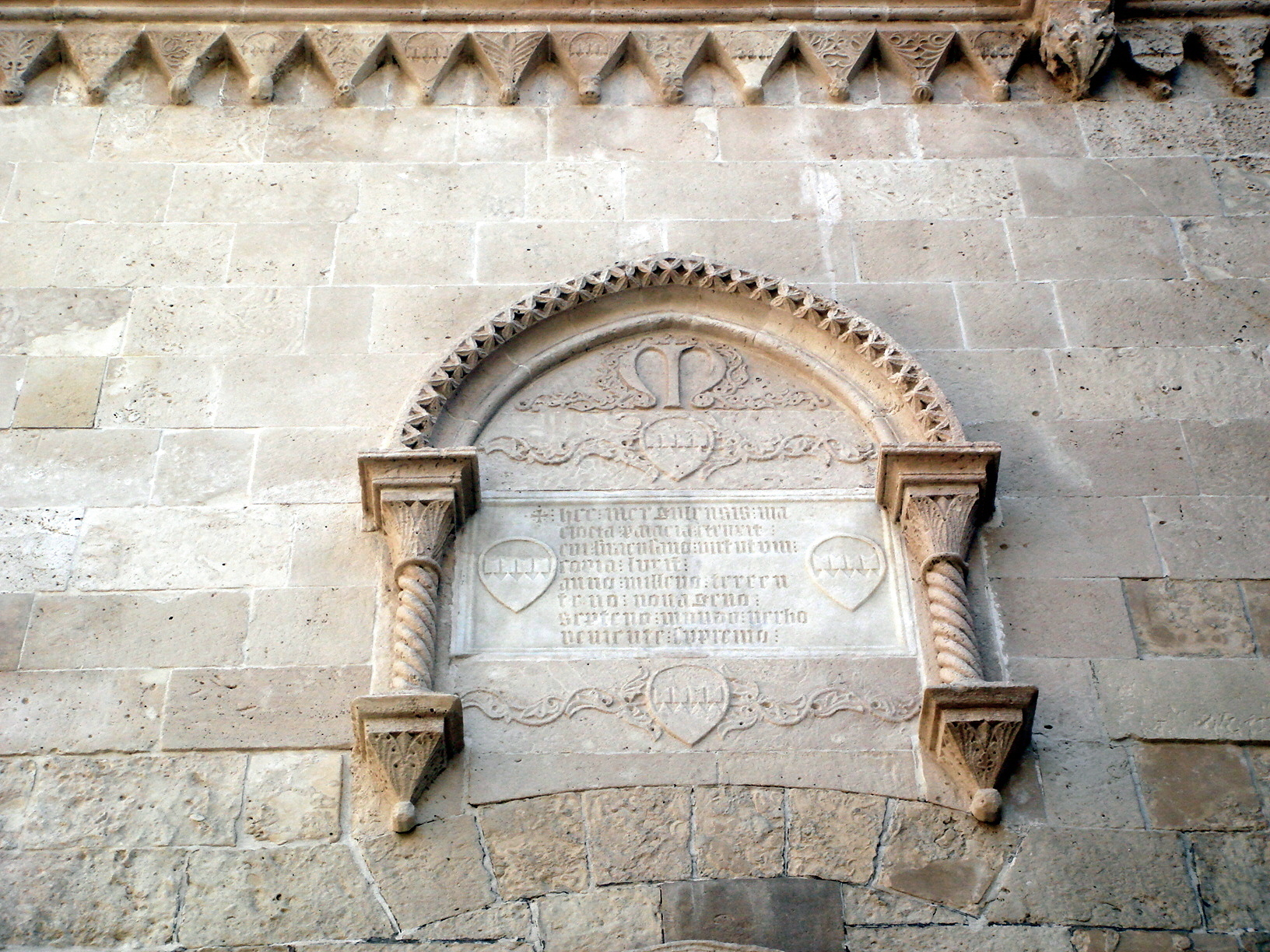
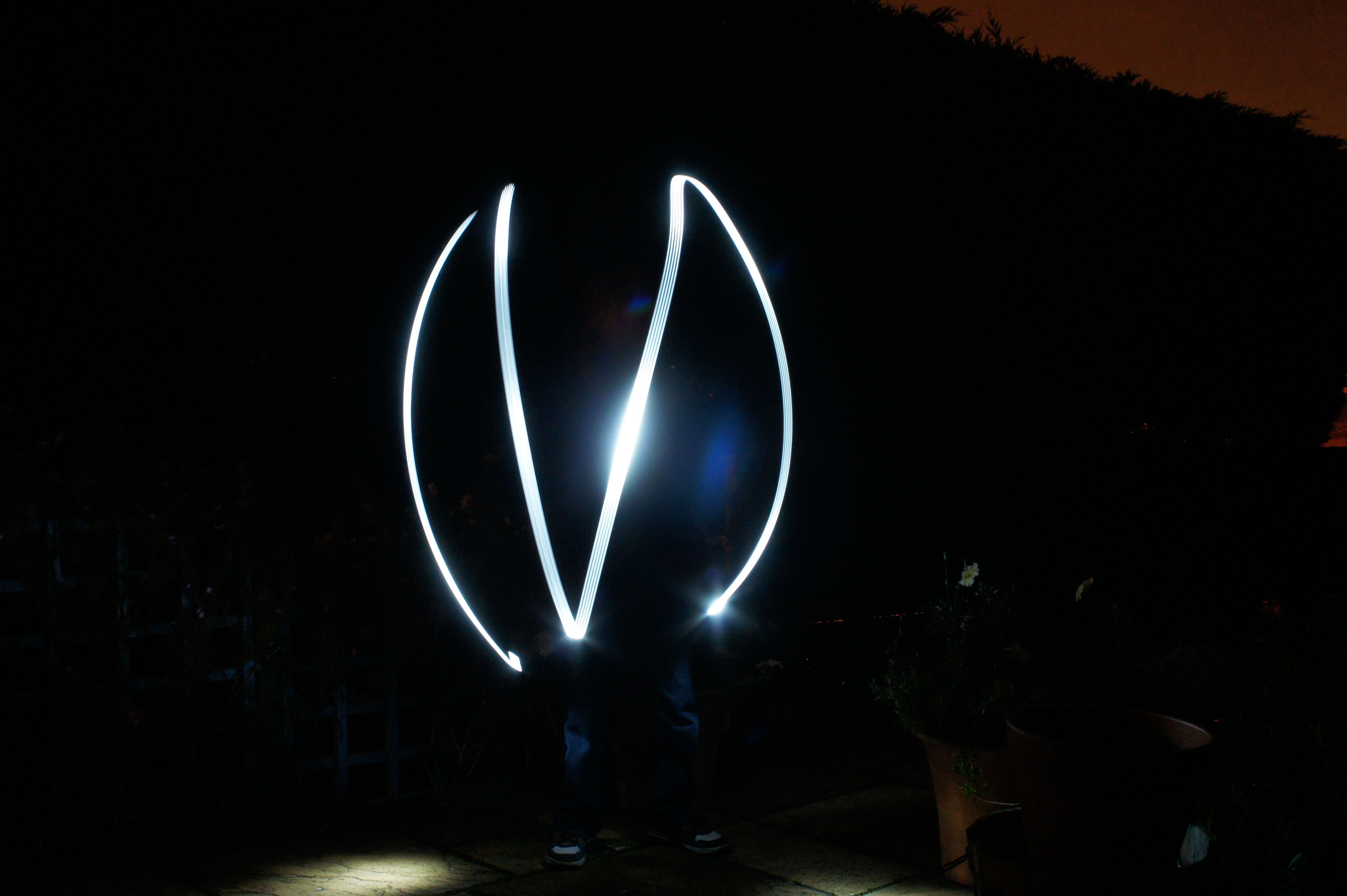